# Landtagswahlkreis Mistelbach
Der Wahlkreis Mistelbach (Wahlkreis 12) ist ein Wahlkreis in Niederösterreich, der den politischen Bezirk Mistelbach umfasst. Bei der Landtagswahl 2013 ging die Österreichische Volkspartei (ÖVP) mit 57,3 % als stärkste Partei hervor, wobei die ÖVP auch als einzige der kandidierenden Parteien zwei der insgesamt drei Grundmandate im Wahlkreis erringen konnte.

## Geschichte
Niederösterreich war bis 1992 in vier Wahlkreise unterteilt, wobei der Bezirk Mistelbach zum Landtagswahlkreis Viertel unter dem Manhartsberg gehörte. Mit der Landtagswahlordnung 1992 wurde die Zahl der Wahlkreise auf 21 erhöht und der Bezirk Mistelbach zu einem eigenen Wahlkreis erhoben.
Seit der Schaffung des Wahlkreises erreichte die Österreichische Volkspartei (ÖVP) bei jeder Landtagswahl im Wahlkreis Mistelbach die absolute Mehrheit. Das Ergebnis der ÖVP schwankte dabei zwischen 55 % und 60 %. Die ÖVP konnte bei jeder Landtagswahl im Wahlkreis Mistelbach mindestens eines der drei Grundmandate erreichen, seit 2003 erzielte sie im Wahlkreis bei jeder Landtagswahl zwei Grundmandate.
Die Sozialdemokratische Partei Niederösterreich (SPÖ) belegte bei jeder Landtagswahl im Wahlkreis den zweiten Platz, wobei sie bisher bei jeder Landtagswahl ein Grundmandat verfehlte. 1993 erreichte die SPÖ mit 28,4 %, in der Folge kam sie bei Landtagswahlen auf 25 bzw. 28 %. Danach rutschte die SPÖ mit Verlusten von 5 bzw. 3 % 2013 auf nur noch 19,1 %, womit die SPÖ im Wahlkreis auch unter dem niederösterreichischen Landesschnitt zu liegen kam.
Die Freiheitliche Partei Österreichs (FPÖ) konnten im Wahlkreis Mistelbach bisher bei drei der fünf Wahlen den dritten Platz belegen, wobei sie 1998 mit 14,3 % ihr bisher bestes Ergebnis erreichte. In der Folge stürzte sie aber im Zuge der Affäre um Peter Rosenstingl auf 4,4 % ab und landete damit 2003 hinter den Grünen auf Platz vier. Nachdem die FPÖ 2008 wieder auf 9,5 % zulegen konnte, fiel sie 2013 mit 7,8 % wieder zurück und belegte hinter dem Team Stronach erneut Platz vier.
Die Grünen – Die Grüne Alternative konnten sich zwischen 1993 und 2013 langsam aber nahezu sukzessive von 2,8 auf 6,8 % steigern, wobei sie 2003 von der Schwäche der FPÖ profitierten und bei dieser Wahl kurzfristig auf den dritten Platz vorstoßen konnten. 2013 fielen die Grünen jedoch durch das Antreten des Team Stronach (FRANK bzw. TS) auf den fünften Platz zurück. Das Team Stronach konnte hingegen bei seinem ersten Antreten auf Anhieb 8,4 % der Stimmen erreichen, wodurch es 2013 den dritten Platz der kandidierenden Parteien belegte.

## Wahlergebnisse
| Wahltermin      | GM |                    | ÖVP   | SPÖ   | FPÖ   | GRÜNE | Sonstige |
| 16. Mai 1993    |    | Stimmenanteile (%) | 55,45 | 28,44 | 11,79 | 2,76  | 1,56     |
| 16. Mai 1993    | 3  | Grundmandate       | 1     | 0     | 0     | 0     | 0        |
| 22. März 1998   |    | Stimmenanteile (%) | 54,66 | 24,77 | 14,31 | 3,69  | 2,59     |
| 22. März 1998   | 3  | Grundmandate       | 1     | 0     | 0     | 0     | 0        |
| 30. März 2003   |    | Stimmenanteile (%) | 60,32 | 27,82 | 4,35  | 6,26  | 1,25     |
| 30. März 2003   | 3  | Grundmandate       | 2     | 0     | 0     | 0     | 0        |
| 9. März 2008    |    | Stimmenanteile (%) | 60,48 | 22,39 | 9,47  | 5,45  | 2,20     |
| 9. März 2008    | 3  | Grundmandate       | 2     | 0     | 0     | 0     | 0        |
| 3. März 2013    |    | Stimmenanteile (%) | 57,27 | 19,06 | 7,79  | 6,80  | 9,08     |
| 3. März 2013    | 3  | Grundmandate       | 2     | 0     | 0     | 0     | 0        |
| 28. Jänner 2018 |    | Stimmenanteile (%) | 57,05 | 19,56 | 13,76 | 5,72  | 3,92     |
| 28. Jänner 2018 | 3  | Grundmandate       | 1     | 0     | 0     | 0     | 0        |
| 29. Jänner 2023 |    | Stimmenanteile (%) | 48,06 | 17,11 | 22,34 | 6,72  | 5,76     |
| 29. Jänner 2023 | 3  | Grundmandate       | 1     | 0     | 0     | 0     | 0        |